# 三浦義秋
三浦义秋（日语：三浦 義秋/みうら よしあき，1890年9月8日—1953年12月23日），日本外交官，曾担日本驻任上海、汉口、伦敦总领事，日本驻墨西哥、危地马拉、萨尔瓦多、洪都拉斯公使。